# Mount Toondina-kráter
A Mount Toondina-kráter egy egykori becsapódási kráter lepusztult maradványa (asztrobléma) Ausztráliában, Dél-Ausztráliában, Oodnadatta kisvárostól 45 kilométerre déli irányban.

## A kráter ismertetése
A lapályos területen fekvő egykori kráter kör alakú maradványának átmérője kb. 1800 méter. A jelenleg látható kisebb domb az egykori kráter középső, kiemelkedő része. A kráter pereme már teljesen lepusztult, maga a kráter feltöltődött. Kora pontosan nem ismert, csak annyi bizonyos, hogy fiatalabb, mint a kora krétakori alapkőzet. A képződményt 1964-ben fedezték fel olajkutatások kapcsán, becsapódásos eredete 1976-ban merült fel. Geofizikai vizsgálatok szerint a kráter eredeti átmérője kb. 4 kilométer lehetett.

## A kráter elhelyezkedése és megközelítése
A Mount Toondina Oodnadatta kisvárostól pontosan déli irányban található, a távolság 45 kilométer. Egy enyhe, kb. 10 méteres kiemelkedésen kívül semmi sem utal egykori formájára, csak kutatók számára jelenthet érdekességet. Noha a távolság Oodnadattától viszonylag kicsi, a terep sem túl nehéz, csak jelöletlen földúton lehet megközelíteni, pl. az Oodnadatta és Coober Pedy közötti Oodnadattaa Road földút irányából. A terület néptelensége és az útviszonyok miatt csak jól felkészített terepjáróval, több napra elegendő élelemmel és vízzel, pontos térképpel, navigátorral, műholdas telefonnal tanácsos elindulni. Utazásra csak a leghidegebb téli hónapok alkalmasak, júliustól szeptemberig.